# Bellevue, Washington
Bellevue, Washington là một thành phố ở quận King, bang Washington, Hoa Kỳ. Theo điều tra dân số Hoa Kỳ 2010, thành phố có dân số 122.363 người. Đây là thành phố lớn thứ 205 Hoa Kỳ theo dân số. Thành phố có diện tích 32 dặm vuông Anh (83 km2), mật độ dân số 3823 người/dặm Anh vuông.